# Sreten Radović
Sreten Radović (Croacia, 28 de junio de 1968) es un árbitro de baloncesto croata de la FIBA.

## Trayectoria
Empezó a arbitrar en 1995, después de haber sido practicado numerosos deportes como natación, waterpolo, kárate o baloncesto y graduarse en 1991. Radovic ha estado presente en la final del Eurobasket de 2011, la Final Four de 2012 de Estambul y en la semifinal del Campeonato del Mundo celebrado en España en 2014.

## Temporadas
| Categoría   | País    | Año             |
| ----------- | ------- | --------------- |
| Liga Croata | Croacia | 1995-actualidad |
| FIBA        | Mundo   | 2001-actualidad |
| Euroliga    | Europa  | 2007-actualidad |